# El Raiguer
El Raiguer o es Raiguer és una comarca mallorquina al centre-nord de l'illa de Mallorca, estesa paral·lelament a la serra de Tramuntana des de Marratxí fins a Alcúdia. Tan sols és reconeguda pels geògrafs. Rep aquest nom per trobar-se en el raiguer que hi ha entre la serra de Tramuntana i el Pla de Mallorca.

## Geografia

### Descripció
El Raiguer s'estén des de la serra de Tramuntana fins al Pla de Mallorca, comprenent una combinació de terres muntanyoses i planures fèrtils. Està delimitat per les badies de Palma i d'Alcúdia, i inclou tretze municipis: Alaró, Alcúdia, Binissalem, Búger, Campanet, Consell, Inca, Lloseta, Mancor de la Vall, Marratxí, sa Pobla, Santa Maria del Camí i Selva.
El paisatge es caracteritza per boscos, valls i camps de conreu, amb la serra de Tramuntana com a teló de fons. La comarca també compta amb una xarxa de torrents i fonts naturals que han estat essencials per a l'agricultura tradicional.

### Geologia
El Raiguer es troba en una zona de transició geològica entre la serra de Tramuntana i el Pla de Mallorca. Aquesta regió presenta una geomorfologia marcada per la presència de falles i fractures tectòniques. El territori combina les elevacions de la Serra amb les plataformes més planes del Pla miocènic.
Els materials predominants al Raiguer inclouen calcarenites pliocenes, com les que es troben a Santa Maria del Camí, al·luvions ferruginosos coneguts com a call vermell i margues miocenes. Aquestes últimes són particularment fèrtils i impermeables, la qual cosa les fa ideals per al cultiu de la vinya i altres conreus. Els sediments al·luvials resultants del desmantellament de materials calcaris han format terres fèrtils i arenoses que han estat històricament útils per a l’agricultura.
Aquesta composició geològica no només ha condicionat l'ús del sòl sinó també els patrons de poblament. En períodes càlids i secs, els assentaments es concentraven a les valls properes a fonts d'aigua, mentre que en èpoques més fredes i plujoses, els terrenys plans i les solanes esdevenien més productius i habitables.

## Història
La comarca té una història vinculada a la seva localització estratègica. Durant l'època musulmana, el territori es va organitzar en alqueries i rafals, aprofitant els recursos hídrics i les terres fèrtils. Després de la conquesta catalana al segle xiii, la comarca es va reestructurar econòmicament i socialment, amb un creixement notable en l'agricultura i l'artesania.
Al llarg dels segles xix i xx, el Raiguer es va consolidar com un centre de producció industrial, especialment en el sector pelleter i del calçat, amb Inca com a nucli principal. Paral·lelament, la producció vitivinícola, especialment a Binissalem, es va convertir en una de les activitats econòmiques més importants.

## Economia

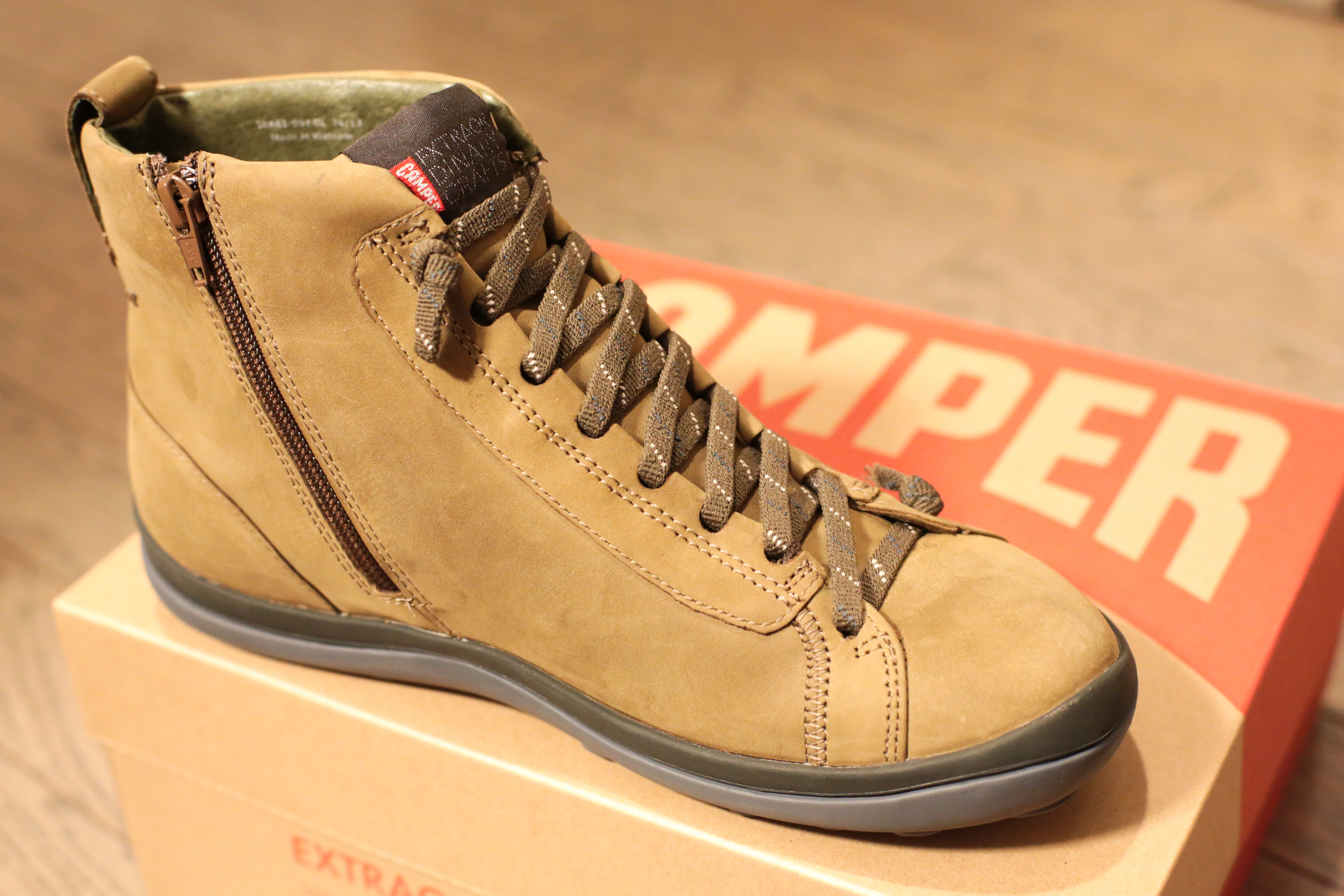
Botes de Camper, d'Inca.

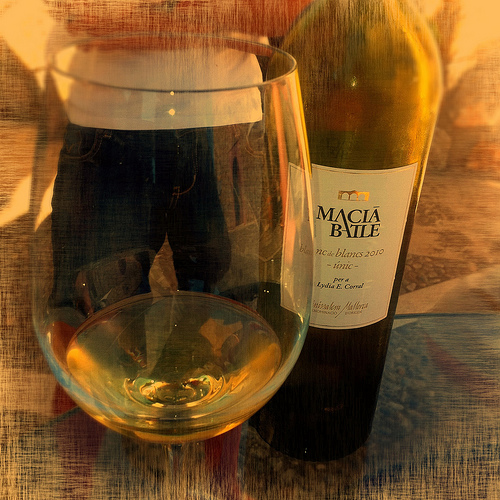
Vi de les bodegues de Macià Batle, de Binissalem.

El Raiguer és una comarca amb una economia diversa que combina agricultura, indústria, turisme i tradicions artesanals. Tot i que l'agricultura ha perdut pes en les darreres dècades, continua contribuint a l'economia rural amb la producció d'ametlles, olives i cereals, mantenint el paisatge tradicional de la zona.
Un sector rellevant és la producció vinícola, concentrada principalment a Binissalem, que compta amb la Denominació d'Origen Binissalem. Aquesta activitat es basa en varietats autòctones com el manto negre i el moll, que són la base de vins locals reconeguts internacionalment. Els cellers locals no només produeixen vins de qualitat, sinó que també contribueixen al turisme, oferint visites guiades i tastos que atrauen visitants interessats en la cultura vitivinícola.
La indústria del calçat, especialment a Inca, ha estat un motor econòmic clau. Aquesta ciutat és coneguda per la producció de productes de pell, amb marques de renom com Camper i Lottusse. Tot i la deslocalització parcial del sector en les darreres dècades, Inca ha mantingut el seu prestigi com a centre de producció artesanal i comercial. A més, les connexions econòmiques entre els municipis de la comarca han afavorit una producció descentralitzada i una col·laboració històrica entre petits tallers i grans empreses.
El turisme és un altre punt fort de l'economia del Raiguer. Atractius com la murada medieval d'Alcúdia, les rutes de senderisme de la Serra de Tramuntana i els mercats setmanals d'Inca, Alcúdia i Santa Maria del Camí són motors importants per al sector. Els mercats no només actuen com a punts de venda de productes locals, sinó també com una eina de promoció de l'artesania i l'agricultura de la zona.
Històricament, el Raiguer també ha destacat per l'explotació de les mines de lignit, especialment a Alaró i Lloseta, i per la seva posició estratègica com a node de comunicació a l'illa. La presència del ferrocarril va facilitar el transport de mercaderies com vins, productes agrícoles i manufacturats des de la comarca cap a Palma i altres zones.

## Festes i tradicions
Destaca la celebració de Sant Antoni a sa Pobla, amb foguerons i dimonis; la Festa des Vermar a Binissalem, que marquen la collita anual del raïm amb activitats culturals i gastronòmiques; i el Dijous Bo a Inca, una fira agrícola i ramadera amb correfoc i concerts.

## La Mancomunitat del Raiguer
Fou creada com a entitat supramunicipal l'any 1981, i està formada pels municipis de la comarca, excepte Alcúdia i sa Pobla. Aquests municipis s'estenen paral·lelament a la serra de Tramuntana. El darrer municipi en incorporar-se a la Mancomunitat fou Inca l'any 1993. Actualment, la seu de la institució es troba al municipi de Binissalem.
En l'actualitat, ofereix serveis com la recollida selectiva de residus, la neteja i manteniment de camins, programes d'ocupació, educació per a persones adultes i serveis socials i comunitaris, entre d'altres.
Informació actualitzada per un bot. Els canvis manuals es perdran quan s'actualitzi!
| Escut | Municipi             | Població      | Superfície km² | Densitat | Altitud | Codi postal             | Codi territorial | Dades a Wikidata              |
| ----- | -------------------- | ------------- | -------------- | -------- | ------- | ----------------------- | ---------------- | ----------------------------- |
|       | Alaró                | 6.037 (2024)  | 45,7           | 132,04   | 252     | 07340                   | 07001            | Modifica les dades a Wikidata |
|       | Alcúdia              | 21.683 (2024) | 60,1           | 361,08   | 13      | 07400                   | 07003            | Modifica les dades a Wikidata |
|       | Binissalem           | 9.281 (2024)  | 29,8           | 311,76   | 139     | 07350                   | 07008            | Modifica les dades a Wikidata |
|       | Búger                | 1.199 (2024)  | 8,3            | 144,63   | 105     | 07311                   | 07009            | Modifica les dades a Wikidata |
|       | Campanet             | 2.824 (2024)  | 35             | 80,69    | 132     | 07310                   | 07012            | Modifica les dades a Wikidata |
|       | Consell              | 4.399 (2024)  | 13,6           | 322,51   | 154     | 07330                   | 07016            | Modifica les dades a Wikidata |
|       | Inca                 | 35.654 (2024) | 58,7           | 607,91   | 120     | 07300                   | 07027            | Modifica les dades a Wikidata |
|       | Lloseta              | 6.456 (2024)  | 12,1           | 534      | 175     | 07360                   | 07029            | Modifica les dades a Wikidata |
|       | Mancor de la Vall    | 1.702 (2024)  | 19,9           | 85,66    | 245     | 07312                   | 07034            | Modifica les dades a Wikidata |
|       | Marratxí             | 40.079 (2024) | 54             | 742,2    | 126     | 07141                   | 07036            | Modifica les dades a Wikidata |
|       | Santa Maria del Camí | 7.623 (2024)  | 37,6           | 202,63   | 132     | 07320                   | 07056            | Modifica les dades a Wikidata |
|       | Selva                | 4.294 (2024)  | 48,7           | 88,15    | 204     | 07313 07314 07369 07316 | 07058            | Modifica les dades a Wikidata |
|       | sa Pobla             | 14.630 (2024) | 48,6           | 301,09   | 28      | 07420                   | 07044            | Modifica les dades a Wikidata |